# Erucastrum leucanthum
Erucastrum leucanthum är en korsblommig växtart som beskrevs av Ernest Saint-Charles Cosson och Michel Charles Durieu de Maisonneuve. Erucastrum leucanthum ingår i släktet kålsenaper, och familjen korsblommiga växter. Inga underarter finns listade i Catalogue of Life.